# Бољшој Камењ
Бољшој Камењ (рус. Большой Камень) је затворени град у Русији у Приморском крају. Управно је средиште Шкотовског округа. Налази се на обали Усуријског залива Јапанског мора. Према попису становништва из 2010. у граду је живело 39.257 становника.
Основан је 1947. године. Градски статус је стекао 22. септембра 1989. године. Указом предсједника Руске Федерације од 19. септембра 1996. постао је затворени град.

## Географија
Површина града износи 119,8 km².

## Становништво
| 1959. | 1970.  | 1979.  | 1989.  | 2002.  | 2010.  |
| ----- | ------ | ------ | ------ | ------ | ------ |
| 7.788 | 27.828 | 35.219 | 65.621 | 38.394 | 39.257 |